# Orthocarpus imbricatus
Orthocarpus imbricatus är en snyltrotsväxtart som beskrevs av Terr. och S. Wats.. Orthocarpus imbricatus ingår i släktet Orthocarpus och familjen snyltrotsväxter. Inga underarter finns listade i Catalogue of Life.